# Javier Cámara
Javier Cámara Rodríguez (Albelda de Iregua, 19 januari 1967) is een Spaans acteur. Hij is onder meer bekend van de films Hable con ella, La mala educación en Los amantes pasajeros van de Spaanse regisseur Pedro Almodóvar. Ook speelde hij kardinaal Bernardo Gutierrez in The Young Pope en The New Pope en Guillermo Pallomari, de boekhouder van het Calikartel, in het derde seizoen van de Netflix-serie Narcos.
Voor zijn rol in Truman won hij zowel de Zilveren Schelp voor beste acteur op het Filmfestival van San Sebastián als een Premio Goya voor beste mannelijke bijrol. Voor zijn rol in Vivir es fácil con los ojos cerrados kreeg hij de Premio Goya voor beste acteur.

## Filmografie

### Film
Uitgezonderd korte films en televisiefilms.
| Filmografie als acteur |                                      |
| Jaar                   | Titel                                |
| 1993                   | Rosa Rosae                           |
| 1994                   | Alegre ma non troppo                 |
| 1997                   | Corazón loco                         |
| 1997                   | Eso                                  |
| 1998                   | Torrente, el brazo tonto de la ley   |
| 1999                   | Cuarteto de La Habana                |
| 2001                   | Torrente 2: Misión en Marbella       |
| 2002                   | Lucía y el sexo                      |
| 2002                   | Hable con ella                       |
| 2003                   | Torremolinos 73                      |
| 2003                   | Los abajo firmantes                  |
| 2004                   | La mala educación                    |
| 2005                   | The Secret Life of Words             |
| 2005                   | Malas temporadas                     |
| 2006                   | Paris, je t'aime                     |
| 2006                   | Alatriste                            |
| 2006                   | Ficció                               |
| 2007                   | La torre de Suso                     |
| 2008                   | Fuera de carta                       |
| 2008                   | Los girasoles ciegos                 |
| 2010                   | Que se mueran los feos               |
| 2011                   | ¿Para qué sirve un oso?              |
| 2012                   | Una pistola en cada mano             |
| 2013                   | Yesterday Never Ends                 |
| 2013                   | Los amantes pasajeros                |
| 2013                   | Vivir es fácil con los ojos cerrados |
| 2013                   | La vida inesperada                   |
| 2015                   | Perdiendo el norte                   |
| 2015                   | Truman                               |
| 2015                   | El tiempo de los monstruos           |
| 2016                   | Siete semillas                       |
| 2016                   | La reina de España                   |
| 2017                   | Es por tu bien                       |
| 2017                   | Fe de etarras                        |
| 2018                   | Ola de crímenes                      |
| 2019                   | Perdiendo el este                    |
| 2020                   | Madrid, int.                         |
| 2020                   | El olvido que seremos                |
| 2020                   | Sentimental                          |
| 2022                   | Historias para no contar             |

### Televisie
Uitgezonderd eenmalige gastrollen.
| Filmografie als acteur |                                |                     |
| Jaar                   | Titel                          | Aantal afleveringen |
| 1994 - 1995            | ¡Ay, Señor, Señor!             | 28 afleveringen     |
| 1997                   | Todos los hombres sois iguales | 2 afleveringen      |
| 1997                   | Blasco Ibáñez                  | 2 afleveringen      |
| 1997                   | Hostal Royal Manzanares        | 10 afleveringen     |
| 1996 - 1997            | Éste es mi barrio              | 31 afleveringen     |
| 1998 - 2001            | Periodistas                    | 6 afleveringen      |
| 1999 - 2006            | 7 vidas                        | 88 afleveringen     |
| 2008                   | Lex                            | 16 afleveringen     |
| 2011                   | Los Quién                      | 13 afleveringen     |
| 2016                   | The Young Pope                 | 8 afleveringen      |
| 2017                   | Narcos                         | 6 afleveringen      |
| 2018                   | Il miracolo                    | 8 afleveringen      |
| 2019                   | Vota Juan                      | 8 afleveringen      |
| 2019 - 2020            | The New Pope                   | 9 afleveringen      |
| 2020                   | Vamos Juan                     | 7 afleveringen      |
| 2021                   | Venga Juan                     | 8 afleveringen      |
| 2022                   | Rapa                           | 6 afleveringen      |

- Bibsys: 5039383
- Biblioteca Nacional de España: XX4581249
- Bibliothèque nationale de France: cb14161182t (data)
- Catàleg d'autoritats de noms i títols de Catalunya: 981058509555906706
- Gemeinsame Normdatei: 137465998
- International Standard Name Identifier: 0000 0001 1464 5318
- Library of Congress Control Number: n99023572
- Nationale Bibliotheek van Tsjechië: xx0062906
- Nationale Bibliotheek van Israël: 987007449489205171
- Nederlandse Thesaurus van Auteursnamen: 243389167
- Réseau des bibliothèques de Suisse occidentale: 02-A020152576
- Système universitaire de documentation: 074177710
- Virtual International Authority File: 85706947